# André Armengaud
Pour les articles homonymes, voir Armengaud.
André Armengaud, né le 10 janvier 1901 et mort le 11 mars 1974, est un homme politique français.
Ingénieur de formation, il est sénateur (groupe Républicains indépendants) représentant les Français résidant à l'étranger, de 1946 à 1974.